# Biblioteca da Universidade do Vale do Rio dos Sinos
A  Biblioteca da Unisinos é uma biblioteca localizada no campus da Universidade do Vale do Rio dos Sinos na cidade brasileira de São Leopoldo, no estado do Rio Grande do Sul. 
Dentre os setores que ali estão albergadas está o "Memorial Jesuíta", composto por obras de acervos como os que pertenceram aos padres Balduíno Rambo e  Werner von und zur Mühlen, e ainda acervos que foram de intelectuais variados como o do professor Kurt Walzer ou dos advogados Júlio Marcos Germany Gaiger e  Clodomir Vianna Moog.